# Angelo Bollano

Angelo Bollano Bisio (Cornigliano, 6 luglio 1918 – Genova, 13 ottobre 1978) è stato un calciatore italiano, di ruolo attaccante.

## Biografia
Scomparso nel 1978, al suo nome è intitolato un club di tifosi organizzati della Sampdoria, nel suo quartiere natale di Cornigliano.

## Carriera
Cresciuto nelle giovanili della Sampierdarenese, esordisce coi rossoneri liguri in Serie A nella stagione 1936-1937, restando in organico anche quando nell'estate 1937 la compagine cambia denominazione in Liguria.
Resta a Genova fino al 1941, disputando altri tre campionati di Serie A e uno di Serie B, e imponendosi come il miglior realizzatore della storia della formazione
antenata della Sampdoria (29 reti complessive, sommando anche le reti con la Sampierdarenese), andando fra l'altro a segno nel derby del 20 febbraio 1938, prima sconfitta assoluta del Genoa nelle stracittadine in Serie A. I tifosi sampierdarenesi gli affibbiarono il nomignolo di U Testina, per le notevoli dimensioni del capo rispetto al resto del corpo.
Dopo aver contribuito con 11 reti al ritorno in massima serie del Liguria nella stagione 1940-1941, viene acquistato dal Milan con cui segna 8 gol; la squadra chiude il campionato al nono posto, e a fine stagione Bollano passa alla Fiorentina.
Bollano va a segno 11 volte nella prima stagione con i viola. Nel periodo bellico partecipa al campionato di guerra ligure piemontese del 1944 con il Liguria. Da gennaio ad aprile del 1945 prende parte alla Resistenza con il nome di battaglia di "Testina" (lo stesso soprannome da calciatore) e dopo il conflitto passa in prestito allo Spezia con cui disputa il campionato di Prima Divisione Liguria 1945-1946; tornato a Firenze non riesce a ripetersi agli stessi livelli (12 reti in due stagioni). 
Nel 1948 tenta l'avventura all'estero all'Olympique Marsiglia, campione di Francia in carica. In due stagioni non ottiene moltissime presenze in prima squadra segnando 12 reti su 25 presenze complessive, contribuendo al terzo posto nella stagione 1949-1950. Si trasferisce quindi nella Primera División spagnola al Real Murcia, collezionando 2 reti in 13 presenze e ottenendo la retrocessione a fine stagione.
In carriera ha complessivamente totalizzato 183 presenze e 54 reti in Serie A.
Cessata l'attività agonistica, intraprende quella di allenatore, esercitando la professione principalmente in Portogallo.

## Palmarès

### Club

#### Competizioni nazionali
- Serie B: 1

Liguria: 1940-1941